# چم جنگل (شهرکرد)
چم جنگل، روستایی ساحلی در حاشیه زاینده رود است که از توابع شهرستان سامان در استان چهارمحال و بختیاری می باشد.

## جمعیت
این روستا در شهرستان سامان قرار دارد و براساس سرشماری مرکز آمار ایران در سال ۱۳۸۵، جمعیت آن ۲۲۱ نفر (۵۸خانوار) بوده‌است.